# Автодром Ебісу
Ebisu Circuit (яп. エビスサーキット) is a motorsport racing complex located in Nihonmatsu, Fukushima Prefecture, Japan.

## Огляд
Комплекс Ebisu Circuit складається з семи окремих трас і двох трас типу skid pad. Траси: Ніші (захід), Кіта (північ), Хіґаші (схід), Мінамі (південь), а також Дрифт-Ленд, Шкільний курс, Туге (гірський перевал) і «Куру-Куру-Ленд», які є ковзаючими майданчиками . Найвідомішою трасою є Мінамі або Південна траса, яка використовується для Гран-прі D1 та інших змагань з дрейфування . Траса Higashi або East має 420-метрову головну пряму з 20 гаражами на першому поверсі, і використовується в основному для змагань з захопленням . 
Ebisu Circuit був розроблений і побудований дріфт-пілотом Нобусіге Кумакубо і є однією з найкращих у світі гоночних трас для дріфту.  Nobushige також проводить інші недрифтові автоспортивні заходи в Ебісу, включаючи мотоциклетні перегони, картинг, гонки на витривалість, гонки на відкритих автомобілях FJ1600, а в попередні роки такі події, як «Big-X».  Також на території комплексу є сафарі-парк. 
У лютому 2021 року траса зазнала значних пошкоджень через зсув, спричинений землетрусом у Фукусімі 2021 року . Тоді було пошкоджено біля 35% траси.

## Зовнішні посилання
- Офіційний веб-сайт (in Japanese)

Шаблон:D1GP circuits